# Богутичский сельсовет
Богутичский сельсовет — упразднённая административная единица на территории Ельского района Гомельской области Республики Беларусь.

## Состав
Богутичский сельсовет включал 7 населённых пунктов:
- Бовгорка — деревня.
- Богутичи — деревня.
- Вишеньки — деревня.
- Движки — деревня.
- Забозье — деревня.
- Остров — деревня.
- Шарин — деревня.